# Sally Struthers
Sally Anne Struthers, född 28 juli 1947 i Portland, Oregon, är en amerikansk skådespelerska.

## Utmärkelser
Struthers har bland annat vunnit två Primetime Emmy Award för bästa kvinnliga biroll för sin insats i Under samma tak.

## Roller i urval
- 1970 – Five Easy Pieces
- 1971–1978 – Under samma tak (TV-serie) (182 avsnitt)
- 1972 – Getaway - rymmarna
- 1976 – Den store Houdini
- 1989 – Charles in Charge (TV-serie) (1 avsnitt)
- 1990 – Mord och inga visor (TV-serie) (1 avsnitt)
- 1990–1991 – Luftens hjältar (TV-serie) (röst, 42 avsnitt)
- 1991–1994 – Dinosaurier (TV-serie) (röst, 65 avsnitt)
- 2000–2007 – Gilmore Girls (TV-serie) (52 avsnitt)
- 2003 – Sabrina tonårshäxan (TV-serie) (1 avsnitt)
- 2003–2006 – Still Standing (TV-serie) (10 avsnitt)
- 2024 – A Man on the Inside (TV-serie) (8 avsnitt)